# Gymnosporia cortii
Gymnosporia cortii är en benvedsväxtart som beskrevs av Pichi-serm. Gymnosporia cortii ingår i släktet Gymnosporia och familjen Celastraceae. Inga underarter finns listade.